# Radoboj
Radoboj ist eine Gemeinde in der Gespanschaft Krapina-Zagorje.

## Geschichte
Erste urkundliche Erwähnungen der Gemeinde sind für das 1334 nachgewiesen. Von 1811 bis zum Ende des Zweiten Weltkriegs gab es ein Schwefel-Bergwerk.

## Kultur
Eine gotische Kirche des heiligen Jakob (12. Jahrhundert) und eine barocke Pfarrkirche der heiligen Trinität (18. Jahrhundert).

## Sport
- NK Radoboj (Fußballverein)

## Bekannte Personen
- Sida Košutić (1902–1965), Schriftstellerin
- Josip Gotlin, Agrarexperte
- Viktor Koprivnjak, Kommandeur der kroatischen Luftstreitkräfte und Luftabwehr